# فرودگاه لک اتچمین
فرودگاه لک اتچمین  (به انگلیسی: Lac Etchemin Airport) یک فرودگاه همگانی است که یک باند فرود چمن & شن دارد و طول باند آن ۷۳۲ متر است. این فرودگاه در کشور کانادا قرار دارد و در ارتفاع ۴۵۷ متری از سطح دریا واقع شده است.